# Cluzobra aitkeni
Cluzobra aitkeni är en tvåvingeart som beskrevs av Lane 1956. Cluzobra aitkeni ingår i släktet Cluzobra och familjen svampmyggor. Inga underarter finns listade i Catalogue of Life.